# Группа десяти
«Группа десяти» (The Group of Ten (GOT), сокращённо — G10) — десять (изначально) государств, подписавших в 1962 году в Париже Генеральное соглашение о займах.

## Организация
Во встрече в Париже в 1962 году принимали участие правительства десяти государств-членов международного валютного фонда (МВФ): Бельгии, Канады, Франции, Италии, Японии, Нидерландов, Великобритании, США и центральные банки Швеции и Германии (сейчас также являются членами «Группы десяти»). В 1964 году к группе присоединилась Швейцария, но название не было изменено.
На данный момент в качестве наблюдателей в «Группе десяти» участвуют Банк международных расчётов (БМР), Европейская комиссия (ЕК), МВФ и Организация экономического сотрудничества и развития (ОЭСР).

## Цели
Принятое в 1962 году Генеральное соглашение о займах предполагает возможность МВФ пополнять свои средства путём займов у правительств государств-членов «Группы десяти» для осуществления своей деятельности, то есть для кредитования других государств-членов международного валютного фонда. На текущий момент цель «Группы десяти» заключается во взаимном консультировании и сотрудничестве между членами по вопросам экономики, денег и финансов.

## Деятельность
Министры финансов и председатели центральных банков стран-участниц «Группы десяти» обычно проводят ежегодные саммиты непосредственно перед саммитами МВФ и Всемирного банка. За время своей деятельности «Группа десяти» опубликовала ряд отчётов и коммюнике по отдельным темам.

#### Наблюдатели
Официальными наблюдателями за деятельностью «Группы десяти» являются следующие международные организации: БМР, Европейская комиссия, Международный валютный фонд и Организация экономического сотрудничества и развития. Люксембург является ассоциированным членом.